# Manuelle Gautrand
Manuelle Gautrand (Marsella, 14 de julio de 1961) es una arquitecta francesa. Es miembro de la Academia de Arquitectura de Francia.

## Trayectoria
Gautrand estableció su propio estudio en Lyon en 1991, después se mudó a París en 1993. Ha realizado proyectos de diversa índole, desde viviendas y edificios de oficinas hasta desarrollos culturales y de ocio. La sala de exposición Citroën C42  en los Campos Elíseos le valió el reconocimiento internacional. En 2008, convirtió el Teatro Gaîté-Lyrique en un centro de música moderna y artes digitales y recibió un encargo para la Torre AVA en La Défense. A nivel internacional, ha diseñado una sala de exposición de automóviles en El Cairo y participó en el concurso para el nuevo Museo Munch en Oslo.
Entre 2000 y 2003, Gautrand enseñó en la Escuela Especial de Arquitectura y en la Escuela de Arquitectura en Val de Seine. Frecuentemente participa en talleres de arquitectura en países de Europa. En 2009, enseñó en la Universidad Técnica de Viena y en 2010 en la Escuela Universitaria Internacional de Arquitectura de Florida.

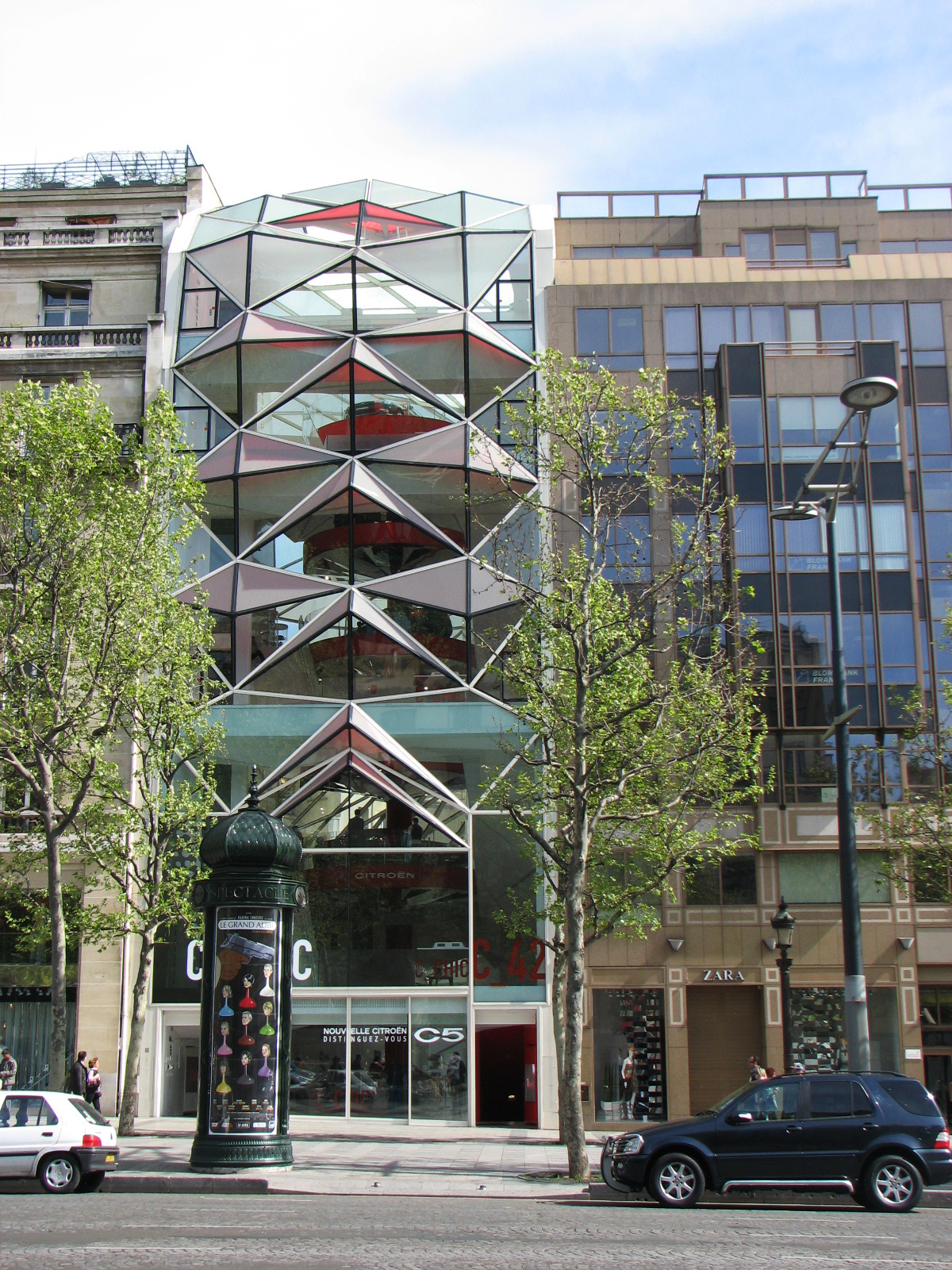
Manuelle Gautrand: Espace Citroën, Champs-Élysées, París

## Obras seleccionadas
Entre los trabajos principales de Gautrand:
- Rehabilitación del Teatro Gaîté-Lyrique con un nuevo uso como plataforma interactiva para música y las artes (2008–2011)[4]
- Ampliación del Lille Metrópoli Museo de arte moderno, de arte contemporáneo y de arte marginal en Villeneuve d'Ascq (2003–2009)
- Centro de administración en Santo-Étienne (2006–2009)
- Citroën C42 showroom, Campos Elíseos, París (2002–2007)[5]
- Complejo residencial Solaris en Rennes (2002–2006)
- Torre AVA, La Défense, París (la construcción empezó 2010)[6]

## Reconocimientos
En 2010, Gautrand fue condecorada como caballera de la Legión de Honor. En 2005, fue elegida miembra de la Academia de Arquitectura francesa. En 2002, le concedieron la Medalla de Plata de la Academia. En 2017 y 2018, formó parte del jurado mundial del Prix Versailles.